# István Timár
Istvan Timár (né le 7 janvier 1940 à Budapest et mort le 4 décembre 1994 dans la même ville) est un kayakiste hongrois qui a concouru de la fin des années 1960 à la fin des années 1970. Participant à une édition des Jeux olympiques, il y remporte deux médailles d'argent.

## Palmarès

### Jeux olympiques
- Jeux olympiques de 1968 à Mexico,  Mexique
  -  Médaille d'argent en K-2 1 000 m
  -  Médaille de bronze en K-4 1 000 m